# 음독
음독(音讀)은 한자를 음으로 읽는 방식을 의미한다. 훈독과 대비되는 개념이다.
한자문화권의 지역에서 한자를 읽을 때, 중국에서 전래된 본래의 음에 근거한 자국어의 음으로 읽는 방식을 뜻한다. 한자의 발음은 시대와 지역에 따라 변화가 존재하기에, 한자를 해당 지역에서 읽을 때, 해당 한자가 전래되어온 시기와, 전래된 중국의 지역의 음에 따라 변천되어 왔다.
한국어에서의 한자의 음독은, 과거 향찰, 구결, 이두 등의 차자 표기와 동시대의 중국 문건의 한자음의 비교를 위한 간접적인 추측이 가능하나, 실질적으로는 훈민정음 창제 이후의 중세 한국어 시대의 문건을 통해 그 모습을 파악할 수 있다.
일본어에서는 온요미(音読み)라 하며, 중국에서 유입된 시기에 따라 오음, 한음, 당음으로 크게 분류되고, 이 세 가지와는 별도로 일본에서 정착된 관용음이 존재한다.

## 같이 보기
- 한국
  - 한국 한자음
  - 이두, 향찰, 구결
- 일본
  - 일본 한자음
- 베트남
  - 한월어
  - 쯔놈
- 통독 (읽기)
- 묵독
- 정독
- 미독
- 속독
- 발췌해서 읽기